# Bitwa Tępego Noża
Bitwa Tępego Noża (zwana inaczej bitwą nad Bates Creek) – starcie zbrojne, które miało miejsce w trakcie wojny o Black Hills toczonej pomiędzy siłami USA a Indianami Wielkich Równin. W wyniku bitwy Szejeni utracili zdolność do prowadzenia dalszych działań zbrojnych.
Po bitwach pod Rosebud i Little Big Horn generał George Crook otrzymał posiłki i zaczął posuwać się szlakiem Bozemana zamierzając ruszyć śladem Szalonego Konia. Po otrzymaniu informacji o dużej grupie wojowników Szejenów – wysłał na terytorium Wyoming z zadaniem odszukania jej pułkownika Ranalda Mackenzie. Mackenzie miał do dyspozycji ok. 1000 żołnierzy z drugiego, trzeciego, czwartego i piątego pułku kawalerii, oraz grupę pauniskich zwiadowców. Odnaleźli oni obóz Szejenów nad Bates Creek (dopływ rzeki Powder). Szejeni świętowali właśnie świeżo odniesione zwycięstwo nad Szoszonami. Mackenzie zaczekał do świtu, a następnie zaatakował wojowników z wioski. Część z nich zbiegła w mroźną prerię pozostawiając ubrania, koce i bizonie skóry. Tępy Nóż próbował stawiać zorganizowany opór i walka przeciągnęła się. Wojownicy pauniscy walczyli wyjątkowo dobrze, co w końcu zmusiło Szejenów do rezygnacji z walki i ucieczki z wioski.
Łącznie siły Mackenzie zdobyły i spaliły 173 tipi wraz z całą ich zawartością. Zdobyto też około 500 mustangów. Po stronie amerykańskiej zginął J.A. McKinney, z 4 pułku kawalerii oraz 5 żołnierzy. Bitwa praktycznie zakończyła opór Szejenów wobec armii amerykańskiej. Ludzie Tępego Noża pozostali na mroźnej prerii bez odzieży i żywności, wielu z nich zmarzło tak, że wkrótce potem poddali się. Jedynie nieliczni dotarli do obozu Szalonego Konia.